# Asesinato de Tupac Shakur
El asesinato de Tupac Shakur fue un crimen cometido el 7 de septiembre de 1996 en Las Vegas, Nevada (Estados Unidos). El crimen actualmente sigue sin resolverse. Tupac tenía 25 años cuando murió tiroteado. El ataque se produjo a las 23:15 horas (PT), cuando el vehículo en el que viajaba se detuvo en un semáforo al este de Flamingo Road y Koval Lane. Shakur recibió cuatro disparos procedentes de una pistola Glock del calibre .40 S&W: dos balas impactaron en el pecho, una en un brazo y una en un muslo. Tupac murió a causa de las heridas seis días después. El 29 de septiembre de 2023, el pandillero Duane «Keefe D» Davis fue arrestado y acusado formalmente por el asesinato.

## Eventos previos
Tupac Shakur, quien estaba celebrando el cumpleaños de su socio comercial Tracy Danielle Robinson, asistió a un combate de boxeo entre Bruce Seldon y Mike Tyson acompañado por Suge Knight, fundador de Death Row Records, en el MGM Grand Las Vegas. Tras abandonar el combate, uno de los amigos de Knight, Travon «Tray» Lane, miembro de M.O.B. Pirus, una banda callejera de Compton, California, vio en el vestíbulo del MGM Grand a Orlando «Baby Lane» Anderson, miembro de los Crips, una banda rival. En mayo de 1996 Anderson y un grupo de los Crips habían intentado robar a Travon una cadena con el medallón de Death Row Records en una tienda Foot Locker. Travon informó de este hecho a Shakur, quien en consecuencia atacó a Anderson en el vestíbulo; Tupac preguntó a Orlando si pertenecía a los «South» (Southside Crips), tras lo cual le propinó un puñetazo en la cara, provocando que Anderson cayese al suelo. Shakur y los acompañantes de Knight ayudaron al rapero en su enfrentamiento con Orlando; la pelea, registrada por las cámaras de vigilancia del MGM Grand, fue disuelta por la seguridad del hotel.
Tras el altercado, Shakur regresó al Luxor Hotel, donde se estaba hospedando. Tupac habló con su novia Kidada Jones acerca de su participación en la pelea con Anderson, ya que previamente le había prometido volver con ella al hotel después de ingresar al MGM Grand mientras Jones esperaba en un coche a petición del rapero. Shakur dejó atrás a Knight tras cambiarse de ropa en el hotel y acudió en su nuevo BMW 1996 750iL E38 sedán negro, escoltado a su vez por varios otros vehículos, al Club 662 (cerrado desde entonces), un local propiedad de Knight.

## Asesinato
Entre las 23:00 y las 23:05 horas (PT), Shakur y Knight fueron detenidos a la altura de Las Vegas Boulevard por varios policías en bicicleta debido a que la música del estéreo del coche sonaba demasiado alta y a que el vehículo carecía de matrículas. Estas se hallaban en el maletero del coche de Knight, por lo que tras unos pocos minutos se permitió al convoy continuar la marcha sin recibir ninguna multa. A las 23:10 horas (PT), mientras se hallaban parados frente a un semáforo en rojo en la intersección entre Flamingo Road y Koval Lane, delante del Maxim Hotel, un automóvil ocupado por dos mujeres se detuvo a su izquierda. Shakur, quien estaba hablando a través de la ventanilla, intercambió algunas palabras con ambas y las invitó a ir al Club 662. A las 23:15 horas (PT), un Cadillac blanco de cuatro puertas último modelo se situó a la derecha del coche de Knight. El tirador, sentado en la parte trasera del Cadillac, bajó la ventanilla y abrió fuego rápidamente con una Glock 22 del calibre .40 S&W contra el BMW de Shakur. Tupac recibió cuatro impactos de bala; dos en el pecho, uno en un brazo y uno en un muslo (una de las balas impactó también en el pulmón derecho). Knight sufrió a su vez heridas en la cabeza a causa de la metralla.
El guardaespaldas Frank Alexander declaró que en principio tenía previsto viajar con Shakur en el coche de Knight, pero que en su lugar el rapero le pidió conducir el automóvil de Jones por si necesitaban vehículos extra para trasladarse del Club 662 hasta el hotel. Alexander informó en el documental Before I Wake que poco después del tiroteo, uno de los coches del convoy siguió al vehículo donde iba el tirador, si bien durante años no se supo con certeza quiénes viajaban en el automóvil. Yaki Kadafi se encontraba en el coche que iba detrás del de Shakur con varios guardaespaldas al momento de los disparos, y al igual que el resto de miembros de Death Row Records, se negó a cooperar con la policía. Pese a sus heridas y a que su vehículo tenía una rueda pinchada, Knight fue capaz de alejarse con Tupac una milla de distancia del lugar del asalto, hacia Las Vegas Boulevard y Harmon Avenue. Allí fueron nuevamente detenidos por una patrulla en bicicleta, la cual alertó a los paramédicos por radio. Tras llegar a donde se encontraban, los sanitarios y la policía condujeron a Knight y a Shakur al Centro Médico Universitario del sur de Nevada.
El director de vídeos musicales Gobi Rahimi, quien trabajaba para Death Row Records y visitó a Tupac en el hospital, informó posteriormente haber recibido noticias de un empleado de marketing del sello discográfico advirtiéndole de que los asaltantes habían llamado a la disquera y amenazado a Shakur. Gobi declaró este hecho a la policía de Las Vegas, quien alegó falta de personal para investigarlo. Ningún atacante se presentó en el hospital, donde el rapero afirmó estar muriéndose mientras era llevado a la sala de emergencias. Tupac fue fuertemente sedado y se le administró soporte vital, siendo finalmente sometido a un coma inducido tras haber intendado repetidas veces levantarse de la cama. Recibió la visita de Jones y logró recobrar el conocimiento cuando Kidada hizo sonar la canción «Vincent» de Don McLean en un reproductor de CD situado junto a su cama. De acuerdo con Jones, Shakur gimió y sus ojos estaban llenos de «mucosidad e hinchados». Por último, Kidada le dijo que lo amaba.
Knight salió del hospital el 8 de septiembre, si bien no se pronunció sobre los hechos hasta el día 11; declaró a los oficiales haber oído «algo» pero no haber visto nada la noche del tiroteo. Un portavoz de la policía informó que la declaración de Knight no ayudó en nada a la investigación. Los agentes manifestaron a su vez no tener pistas; el sargento Kevin Manning afirmó la semana del tiroteo que los oficiales no habían recibido «mucha cooperación» por parte del entorno de Shakur. Rahimi y los miembros del grupo Outlawz custodiaron a Tupac durante su estancia en el hospital debido al temor a que quien le hubiese disparado volviese para «terminar el trabajo» (Rahimi mencionó la posibilidad de que los miembros de Outlawz portasen armas). Ingresado en la unidad de cuidados intensivos, Tupac murió la tarde del 13 de septiembre como consecuencia de un fallo respiratorio que derivó en un paro cardíaco tras haberle sido extirpado el pulmón derecho; los médicos trataron de revivirle, pero no pudieron frenar la hemorragia. Su madre, Afeni Shakur, tomó la decisión de retirarle el soporte vital, siendo declarado muerto a las 16:03 horas (PT).
En 2014, un oficial de policía que afirmó haber sido testigo de los últimos momentos de Shakur declaró que el rapero se negó a identificar a la persona que le había disparado; cuando el agente preguntó a Tupac si había visto a su asaltante, este respondió «vete a la mierda», siendo estas sus últimas palabras. Ninguno de los paramédicos o de los otros oficiales presentes en ese momento, así como Knight o Alexander, reportaron haber oído al rapero pronunciar esas palabras.

## Investigación
Un año después de los disparos, el sargento Kevin Manning, quien encabezaba la investigación, declaró a la reportera Cathy Scott de Las Vegas Sun que el asesinato de Tupac «puede que nunca se resuelva». Según Manning, el caso se ralentizó al principio de la investigación debido a la escasez de pistas y al silencio de los testigos, afirmando que la investigación estaba paralizada. E.D.I. Mean, colaborador de Shakur y miembro de Outlawz, manifestó estar seguro de que la policía sabía «lo que había ocurrido» y añadió: «Esto es América. Encontramos a bin Laden».
En 2002, Los Angeles Times publicó una historia dividida en dos partes obra de Chuck Philips, titulada ¿Quién mató a Tupac Shakur? y basada en una investigación de un año. Philips reportó que «el tiroteo fue llevado a cabo por una banda de Compton llamada Southside Crips para vengar la paliza a uno de sus miembros por Shakur unas pocas horas antes. Orlando Anderson, el Crip a quien Shakur había atacado, disparó los tiros fatales. La policía de Las Vegas consideró a Anderson como sospechoso y le interrogó brevemente una vez. Anderson fue asesinado casi dos años después en un tiroteo de bandas no relacionado». El artículo de Philips implicaba también a raperos de la Costa Este, entre ellos «The Notorious B.I.G.», rival de Tupac en aquel entonces, así como a numerosos criminales de la ciudad de Nueva York.
El segundo artículo de Philips juzgó la investigación del crimen y en el mismo se plasmó que la policía había llevado mal el caso. Philips enumeró los errores cometidos por los oficiales: 
1. Descartaron la pelea ocurrida horas antes del tiroteo en el vestíbulo del MGM Grand, en la cual Tupac agredió a Anderson.
2. Fallaron en hacer un seguimiento a uno de los acompañantes del rapero que había presenciado el crimen; este dijo a los agentes que podría identificar a uno o más de los asaltantes, pero murió antes de que pudiese ser interrogado.
3. Cometieron el error de no seguir la pista proporcionada por un testigo que señaló un Cadillac blanco similar al vehículo desde donde se efectuaron los disparos y en el que huyeron los asaltantes.
Haaretz, un periódico israelí, publicó en 2011 que el FBI había sacado a la luz una serie de documentos en virtud de la Ley por la Libertad de la Información. Estos documentos revelaron la investigación llevada a cabo a la Liga de Defensa Judía por extorsionar económicamente a Shakur y a otros raperos tras amenazarlos de muerte. En 2017, Knight declaró que tal vez él era el objetivo del ataque que costó la vida a Tupac, argumentando que todo podía haber sido un golpe organizado para hacerse con el control de Death Row Records.

## Testigos
Al momento del asalto, un convoy de alrededor de diez vehículos seguía al automóvil en el que viajaban Knight y Shakur. Al año siguiente del tiroteo Knight informó durante una entrevista para el programa Primetime de la ABC que no sabía quién había matado a Shakur pero que de saberlo nunca lo diría. Kadafi se vio involucrado en una pelea con varios oficiales dos días después del tiroteo, cuando protestó por la detención de un motorista a quien conocía. Kadafi abandonó Las Vegas pocos días después de la muerte de Shakur, viajando a Atlanta y Los Ángeles antes de establecerse en Nueva Jersey, donde vivía su familia. En ese entonces, los investigadores de Compton reunieron varias fotografías policiales de numerosos miembros de bandas callejeras (entre ellos Anderson) y las enviaron personalmente a Las Vegas. Manning declaró que los detectives llamaron al abogado de Kadafi para acordar una reunión con el rapero y mostrarle las fotos, si bien las llamadas nunca fueron devueltas. Los agentes no intentaron localizar a Kadafi, quien acabaría muriendo tiroteado en una vivienda social en Irvington el 10 de noviembre de 1996.
Mean y Alexander informaron a Los Angeles Times a principios de 1997 que la policía de Las Vegas nunca les pidió ver las fotografías de los posibles sospechosos pese a ser testigos del tiroteo y de haber visto a los hombres que viajaban en el Cadillac. En una entrevista con Alexander realizada por la policía de Las Vegas el 19 de marzo de 1997, le fueron mostradas una serie de fotografías, pero no pudo identificar a ningún sospechoso. Mean afirmó haber visto a los cuatro hombres que viajaban en el automóvil, mientras que Alexander reportó haber visto el rostro de quien asesinó a Shakur. Sin embargo, en su interrogatorio con la policía en marzo de 1997, Alexander declaró que no vio de los ocupantes del Cadillac más que la «silueta». En consecuencia, la policía de Las Vegas puso en duda los testimonios aportados por ambos la noche del tiroteo.
En el documental de USA Network Unsolved, estrenado en 2018, Duane «Keefe D» Davis, líder de una banda de los Crips en California y tío de Anderson, afirmó ser uno de los ocupantes del Cadillac, específicamente el que viajaba en el asiento del copiloto; declinó no obstante nombrar al tirador, alegando «código de la calle». Pese a ello, sí declaró que el coche era conducido por Terrence «T-Brown» Brown y que DeAndre «Dre» Smith y su sobrino Orlando Anderson ocupaban los asientos traseros (todos ellos, ya fallecidos, pertenecían a los South Side Compton Crips). También afirmó que quien disparó lo hizo desde el asiento trasero. En 2016, un miembro de M.O.B. Piru y ex guardaespaldas de Death Row llamado James «Mob James» McDonald hizo público que vio a Anderson y a otro miembro de los South Side Crips llegar al Club 662 en un Cadillac blanco y que el vehículo estuvo estacionado por un breve lapso de tiempo en el estacionamiento poco antes del tiroteo.

## Supuesta participación de «The Notorious B.I.G.»
El rapero Christopher Wallace, conocido como «The Notorious B.I.G.», negó estar involucrado en la muerte de Tupac. Su familia produjo facturas computarizadas con el fin de demostrar que al momento de los hechos Wallace se hallaba grabando una canción en un estudio en la ciudad de Nueva York. Su mánager, Wayne Barrow, y el rapero Lil' Cease negaron públicamente que Wallace tuviese algún papel en el crimen y afirmaron haber estado con él en el estudio de grabación la noche del tiroteo. Pese a las especulaciones, nunca se han hallado evidencias que implicasen a Wallace en la muerte de Shakur. Seis meses después, el 9 de marzo de 1997, Wallace moriría tiroteado de manera similar por un asaltante desconocido en Los Ángeles.

## Conspiración
Durante años se ha especulado con la posibilidad de que Tupac siga con vida y oculto en alguna parte. El cineasta Rick Boss sostiene en el documental 2Pac: The Great Escape From UMC que el rapero sabía de antemano que iban a atentar contra él la noche del 7 de septiembre. Según Boss, Shakur preparó un plan el cual implicó colocar en el BMW a un doble (quien no sabría que acabaría muriendo); posteriormente habría huido del hospital en un avión privado rumbo a Nuevo México, donde estaría viviendo bajo la protección de una tribu de navajos en una zona a la que el FBI no tiene permitido el acceso. Según otra versión, el rapero simplemente habría querido fingir su muerte para poder llevar una vida anónima.
Por su parte, en enero de 2020 el youtuber e investigador privado Jimmy Poole defendió que Tupac seguía vivo y oculto en Belice. Para probar sus afirmaciones Poole hizo pública una supuesta fotografía de Shakur así como una grabación de audio en la que al parecer se escucha su voz, aunque ninguna de estas pruebas ha llegado a ser concluyente (varios fanes del rapero comentaron que la foto parecía estar manipulada). Con el paso del tiempo han ido saliendo igualmente a la luz varias otras supuestas fotografías de Tupac que según los conspiranoicos constituyen pruebas de que el rapero sigue con vida. Del mismo modo, Shakur ha sido presuntamente avistado tras su muerte en diferentes países, como Estados Unidos, Cuba, Suecia y Malasia así como el continente africano.